# Мілованов Костянтин Олександрович
Костянтин Олександрович Мілованов (1897, місто Тула, тепер Російська Федерація — 3 травня 1967) — радянський діяч, голова виконавчого комітету Оренбурзької (Чкаловської) обласної ради. Депутат Верховної Ради СРСР 1-го скликання.

## Біографія
Народився в багатодітній родині робітника-зброяра. У 1910 році закінчив міську початкову школу, а у 1914 році — ремісниче училище при заводі в Тулі, здобув кваліфікацію слюсаря.
У 1914—1924 роках — слюсар Тульського збройного заводу. З середини 1917 по 1922 рік важко хворів, перебував у лікарні.
Член РКП(б) з 1923 року.
У 1924—1927 роках — заступник завідувача, завідувач агітаційно-пропагандистського відділу Зареченського районного комітету ВКП(б) міста Тули.
У 1927—1929 роках — заступник завідувача відділу Тульської губернської ради профспілок. У 1929—1930 роках — голова Тульської окружної профспілки працівників медико-санітарної праці.
У 1930—1937 роках — 1-й секретар Плавського районного комітету ВКП(б) Московської області.
До вересня 1937 року — завідувач сектору, заступник завідувача Московського обласного земельного відділу.
11 жовтня 1937 — 11 лютого 1939 року — голова виконавчого комітету Оренбурзької (Чкаловської) обласної ради.
4 травня 1939 — 1944 року — голова виконавчого комітету Орської міської ради депутатів трудящих Чкаловської області.
У 1944—1947 роках — голова виконавчого комітету Алма-Атинської міської ради депутатів трудящих.
У 1947—1958 роках — заступник міністра соціального забезпечення Казахської РСР.
Потім — на пенсії.

## Нагороди
- орден Трудового Червоного Прапора
- медалі